# Ambrosius Holbein

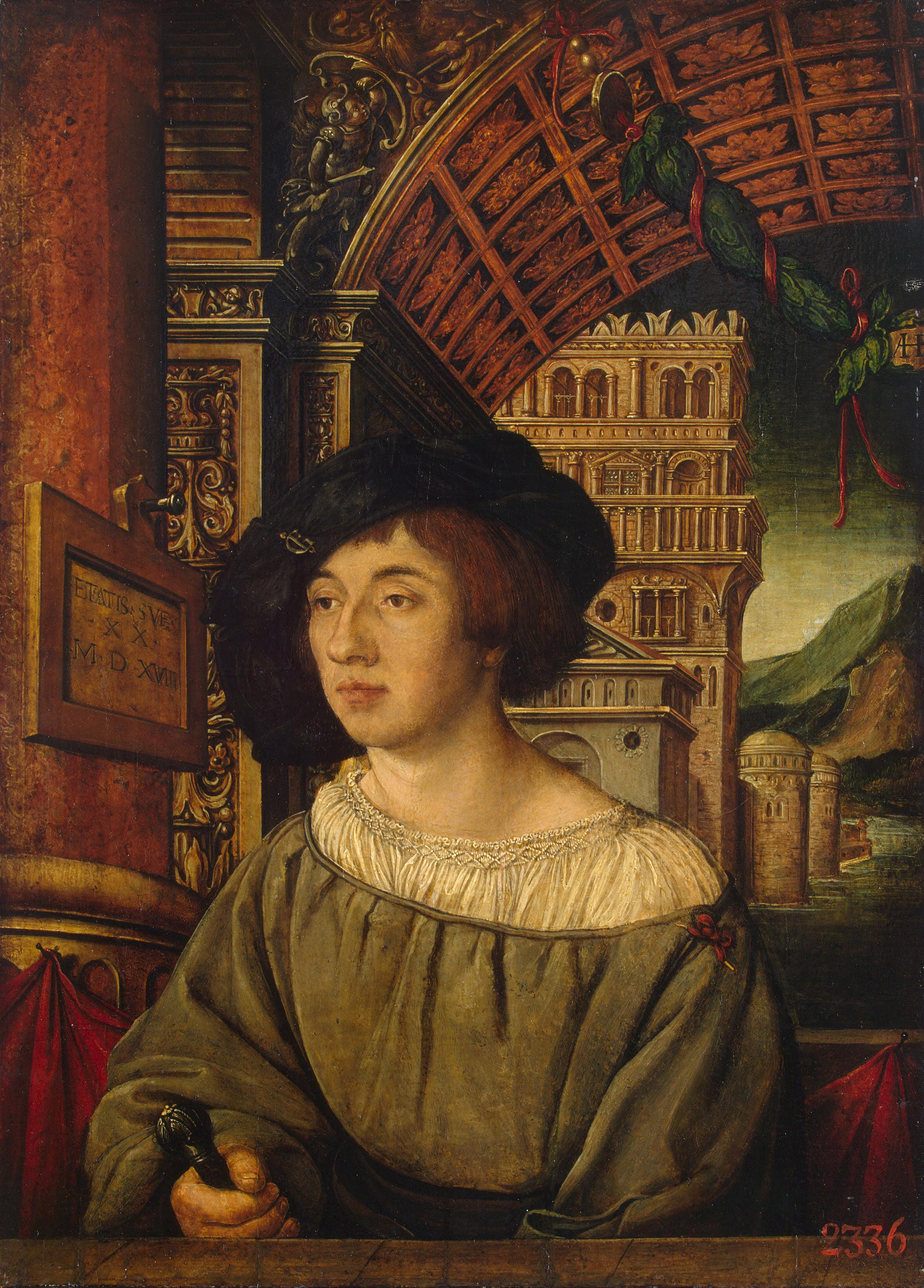
Porträtt av ung man 1518.

Ambrosius Holbein, född 1494 i Augsburg, död 1519 i Basel var en tysk målare och grafiker. Han är främst känd som son till Hans Holbein den äldre och bror till Hans Holbein den yngre.
Ambrosius Holben var från 1515 bosatt i Basel, och gjorde sig känd som en framstående bokillustratör, under det att endast ett fåtal osäkra målningar tillskrivs honom.